# NGC 6816
NGC 6816 (другие обозначения — PGC 63587, ESO 460-30, MCG -5-46-6) — галактика в созвездии Стрелец.
Этот объект входит в число перечисленных в оригинальной редакции «Нового общего каталога».